# Scaphyglottis michelangeliorum
Scaphyglottis michelangeliorum là một loài thực vật có hoa trong họ Lan. Loài này được Carnevali & Steyerm. miêu tả khoa học đầu tiên năm 1984.